# فن صيني

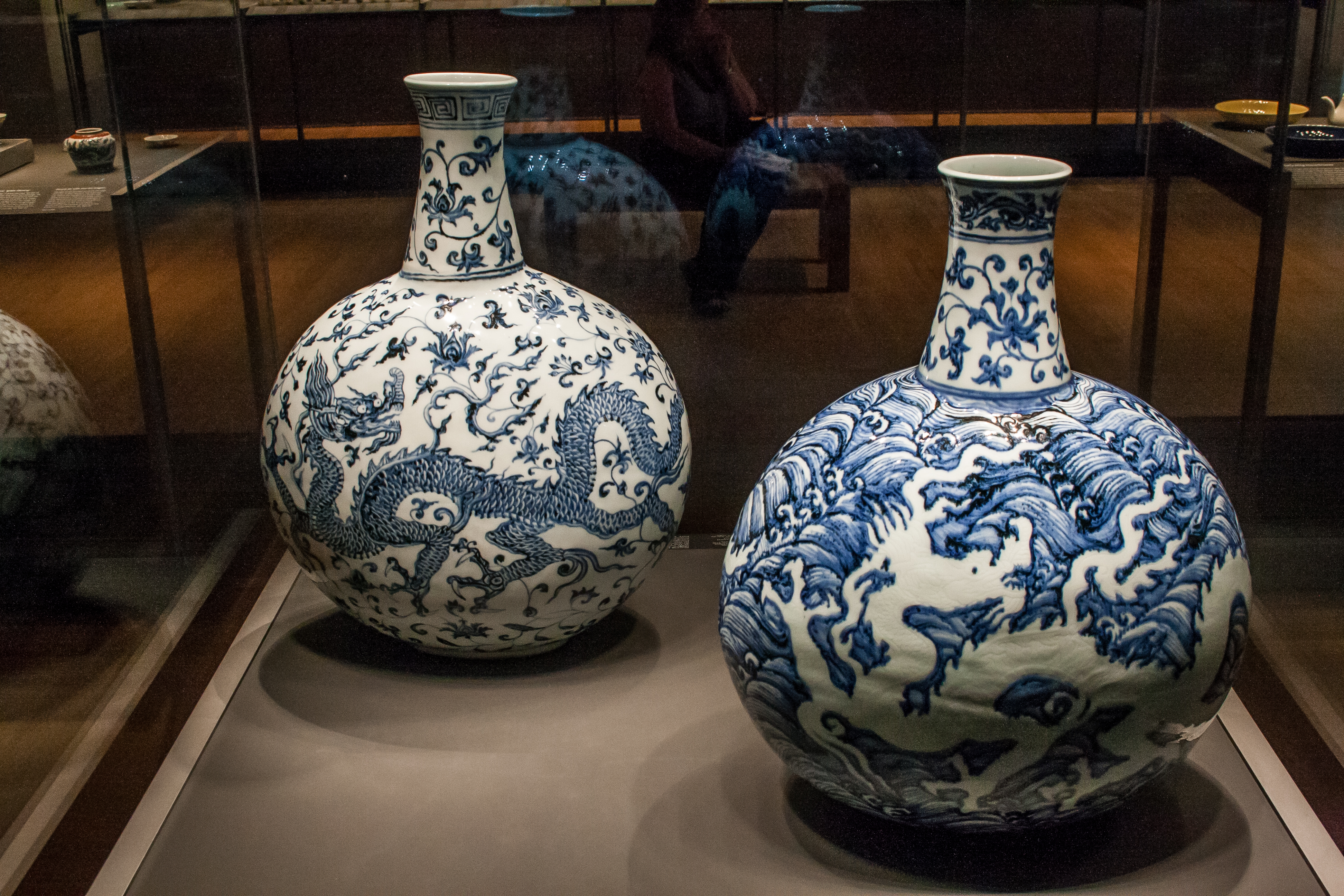
قارورتان من البورسلين مع تصاوير لتنانين باللون الأزرق تحت الطلاء الزجاجي؛ 1403-1424؛ الارتفاع (اليسرى): 47.8 سم الارتفاع (اليمنى): 44.6 سم

مبخرة من اليشم، 1736-1795؛ 19.8 سم

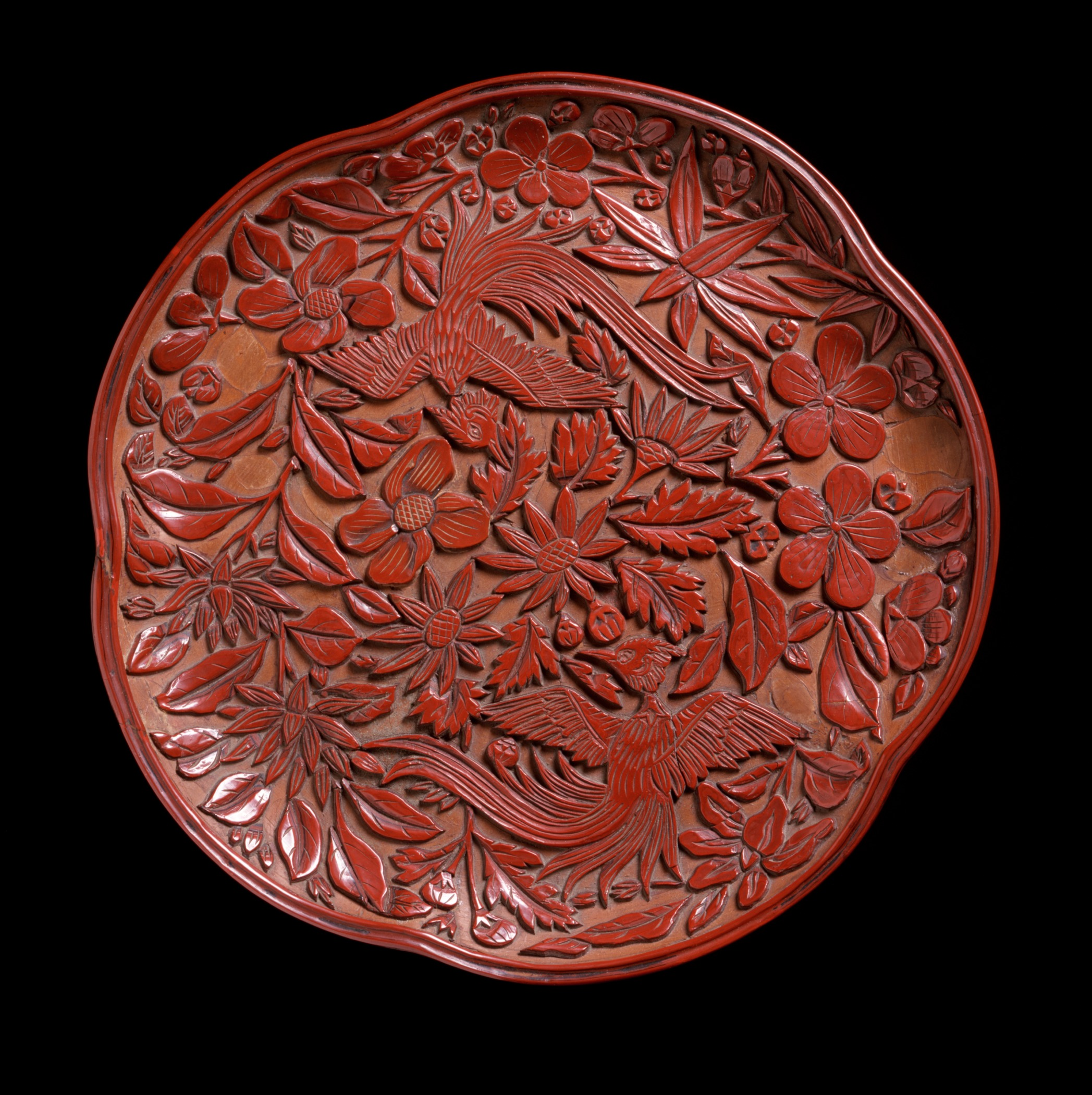
صينية (مقلاة) على شكل زهر البرقوق مع طيور وزهور؛ 1200-1279؛ منحوتة على ورنيش اللُّكّ الصيني؛ الارتفاع: 2.2 سم القطر:18.8 سم؛ متحف مقاطعة لوس أنجلوس للفنون (لوس أنجلوس، الولايات المتحدة الأمريكية)

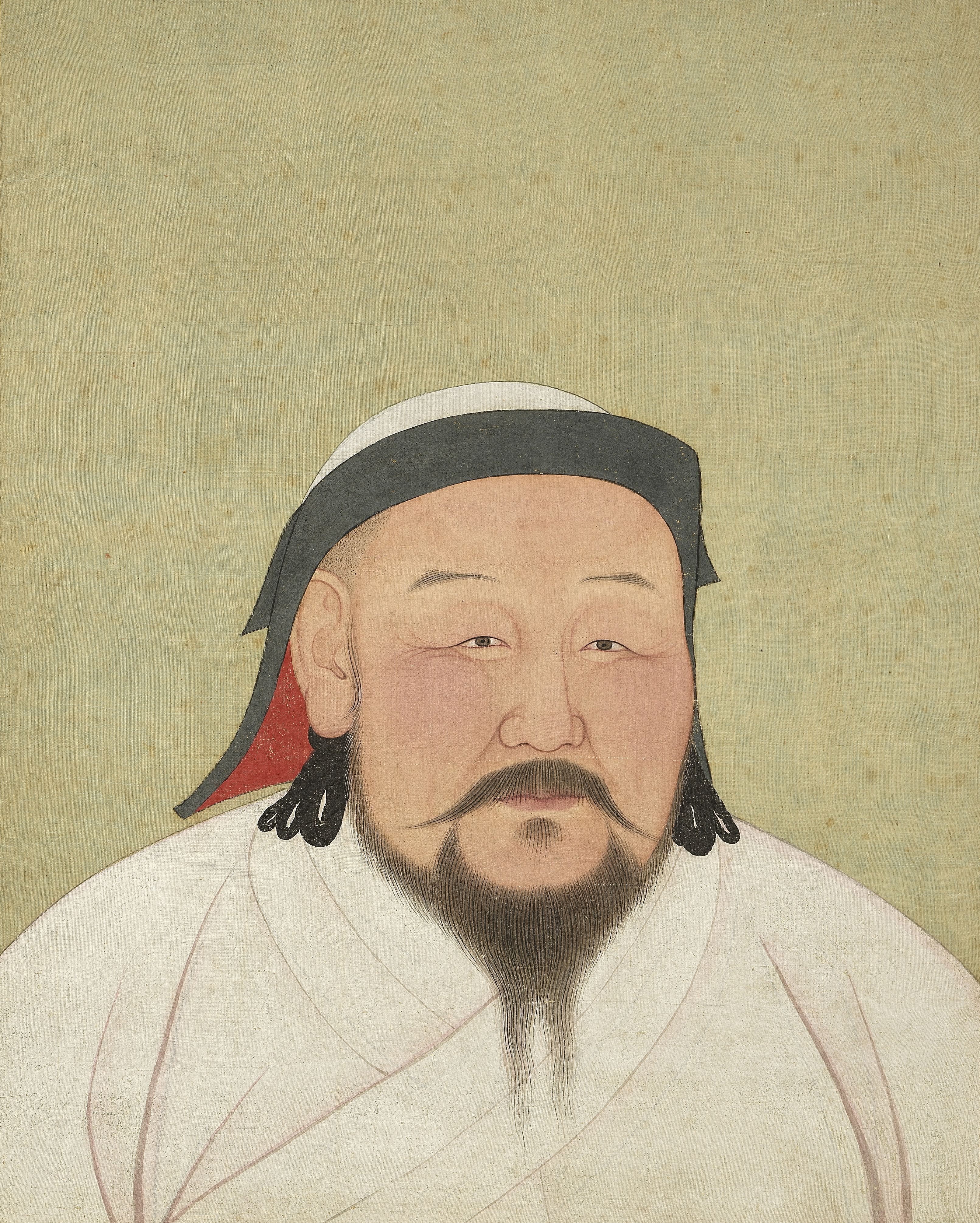
بورتريه للإمبراطور قوبلاي خان من سلالة يوان بريشة الفنان أرانيكو (1294) ألوان وحبر على الحرير؛ 59.4 × 47 سم؛ متحف القصر الوطني (تايبيه، تايوان)

الفن الصيني (بالصينية: 中国美术史) هو الفن المرئي، سواء القديم أو الحديث، الذي يعود أصله إلى الصين أو يُمارَس فيها أو ذلك الذي ينتجه فنانون صينيون. يمكن اعتبار الفن الصيني في جمهورية الصين (تايوان) وفن الصينيين المغتربين أيضًا جزءًا من الفن الصيني إذ يعتمد على التراث الصيني والحضارة الصينية أو يستمد منهما. يعود تاريخ «فن العصر الحجري» المبكر الصيني إلى 10000 ق.م.، ويتألف في الغالب من الفخار والمنحوتات البسيطة. بعد هذه الفترة المبكرة، يُصنَّف الفن الصيني، مثل التاريخ الصيني، عادةً بتعاقب السلالات الحاكمة للأباطرة الصينيين، والتي استمر معظمها عدة مئات من السنين.
الفن الصيني يعكش تفكير وثقافه الشعب الصيني ويحتوي علي الكثير من الاساطير أنتجت المصانع أو ورش العمل الإمبراطورية المختلفة على مدار فترة طويلة الكثير من أفضل أعمال الخزف، والمنسوجات، ومنحوتات ورنيش اللّكّ، والتقنيات الأخرى، والتي كانت -بالإضافة إلى استخدامها من قبل البلاط الإمبراطوري- توزَّع داخليًا وخارجيًا على نطاق واسع للتعبير عن ثروة وقوة الأباطرة. على النقيض من ذلك، طوَّر تقليد التصوير بالحبر والماء الملوَّن، الذي كان يمارسه بشكل رئيسي المسؤولون الباحثون ومُصورو البلاط خاصة للمناظر الطبيعية والزهور والطيور، قيمًا جمالية تعتمد على الخيال الفردي والملاحظة الموضوعية للفنان التي تشبه تلك الموجودة في الغرب، ولكن قبل فترة طويلة من تطورها هناك. بعد أن أصبحت الاتصالات مع الفن الغربي ذات أهمية متزايدة من القرن التاسع عشر فصاعدًا، شاركت الصين في العقود الأخيرة بنجاح متزايد في الفن المعاصر في جميع أنحاء العالم.

## التصوير
يشمل التصوير الصيني التقليدي بالأساس نفس تقنيات الخط الصيني ويُنفَّذ باستخدام فرشاة مغموسة بالحبر الأسود أو الملون؛ لا تستخدم الزيوت. كما في الخط، كانت المواد الأكثر شعبية لتصوير اللوحات من الورق والحرير. يمكن تركيب العمل النهائي على لفائف، مثل لفائف المعلقات أو اللفائف اليدوية. يمكن أيضًا إجراء الرسم التقليدي على أوراق الألبومات والجدران وأواني ورنيش اللّكّ والساترات القابلة للطي وغيرها من الوسائط.
التقنيتان الرئيسيتان في التصوير الصيني هما:
- تقنية جونغ- بي (工筆) ، وتعني «التصوير الدقيق»، تستخدَم فيها ضربات فرشاة  للغاية تحدد التفاصيل بدقة شديدة. وغالبًا ما تكون ملونةً للغاية وموضوعاتها تصويرًا لأشخاص أو روايات سردية. غالبًا ما استخدم هذه التقنية الفنانون العاملون في البلاط الملكي أو في ورش العمل المستقلة. وغالبًا ما كانت لوحات الطيور والزهور بهذه التقنية.
- التصوير بالحبر والماء المُلوَّن، باللغة الصينية شوي مو أو (水墨)[4] يُطلق عليها أيضًا بشكل فضفاض التصوير بالألوان المائية أو التصويربالفرشاة، وتُعرف أيضًا باسم «التصوير الأدبي»، لأنها كانت واحدة من «الفنون الأربعة» للباحثين- المسئولين الصينيين. من الناحية النظرية، كان هذا فنًا يمارسه السادة، وهو تمييز بدأت في وضعه الكتابات عن الفن منذ عصر سلالة سونغ، رغم أن المسيرات المهنية لكبار الرواد ( من الفنانين) كانت لتستفيد بشكل كبير. يُشار إلى هذا النمط أيضًا باسم شي يي (寫意) أو الأسلوب الحر.

صوَّر الفنانون من عصر سلالة الهان (202 ق.م.) حتى عصر سلالة تانغ (618-906) الهيئة البشرية بكل أساسيّ. ياتي الكثير مما يُعرف بالتصوير الصيني المبكر للأشخاص من مواقع الدفن، حيث حُفظت اللوحات على لافتات من الحرير، وقطع من ورنيش اللّكّ، وجدران المقابر. كان الهدف من العديد من لوحات المقابر المبكرة حماية الموتى أو مساعدة أرواحهم في الوصول إلى الجنة. وأوضحت آخرى تعاليم الفيلسوف الصيني كونفوشيوس، أو أظهرت مشاهد من الحياة اليومية. أظهرت معظم البورتريهات الصينية عرضًا أماميًا رسميًا بكامل الطول، واستُخدِمت في الأسرة في تبجيل الأموات. كانت البورتريهات الإمبراطورية أكثر مرونة، ولكنها لم تكن تُرى بشكل عام خارج البلاط، ولم يشكل تصوير البورتريه أي جزء من الدعاية الإمبراطورية، كما هو الحال في الثقافات الأخرى.
يعدُّ العديد من النقاد تصوير المناظر الطبيعية أعلى أشكال التصوير الصيني. يُعرف الزمن الممتد من فترة الأسر الخمس الحاكمة حتى عصر سلالة سونغ الشمالية (907-1127) باسم «العصر العظيم للمناظر الطبيعية الصينية». في الشمال، صور فنانون مثل جينغ هاو، ولي تشنغ، وفان كوان، وقوه شي صورًا لجبال شاهقة، باستخدام خطوط سوداء قوية، وماء الحبر، وضربات فرشاة حادة ومتقطعة للتعبير عن صخور خشنة. في الجنوب، صوَّر دونغ يوان وجوران وفنانون آخرون التلال والأنهار المتدحرجة في بيئتهم الريفيه الأصلية في مشاهد هادئة تصوَّر باستخدام طريقة ناعمة يُفرَك فيها رأس الفرشاة على سطح الورقة. أصبح هذان النوعان من المشاهد والتقنيات الأسلوبين الكلاسيكييّن لتصوير المناظر الطبيعية الصينية.